# Maxillaria brachypoda
Maxillaria brachypoda är en orkidéart som beskrevs av Rudolf Schlechter. Maxillaria brachypoda ingår i släktet Maxillaria och familjen orkidéer. Inga underarter finns listade i Catalogue of Life.